# Saussurembia davisi
Saussurembia davisi is een insectensoort uit de familie Anisembiidae, die tot de orde webspinners (Embioptera) behoort. De soort komt voor in Costa Rica.
Saussurembia davisi is voor het eerst wetenschappelijk beschreven door Ross in 1992.